# Guam Okinawa Kyushu Incheon
Guam Okinawa Kyushu Incheon (kurz: GOKI) ist ein Seekabel, das im Dezember 2013 in Betrieb genommen wurde.
Das Kabel des US-amerikanischen Betreibers AT&T verbindet auf einer Länge von rund 4.244 km Japan mit Guam.

## Landepunkte
1. Kita-kyushu (Japan)
2. Präfektur Okinawa (Japan)
3. Tumon Bay (Guam)